# قصور الجنوب التونسي

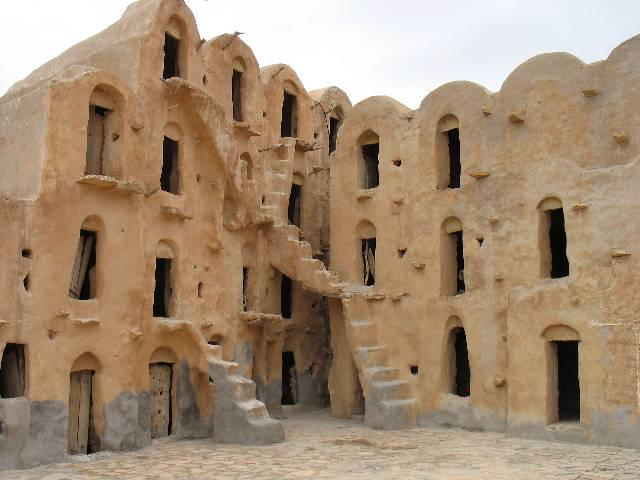
قصر أولاد سلطان.

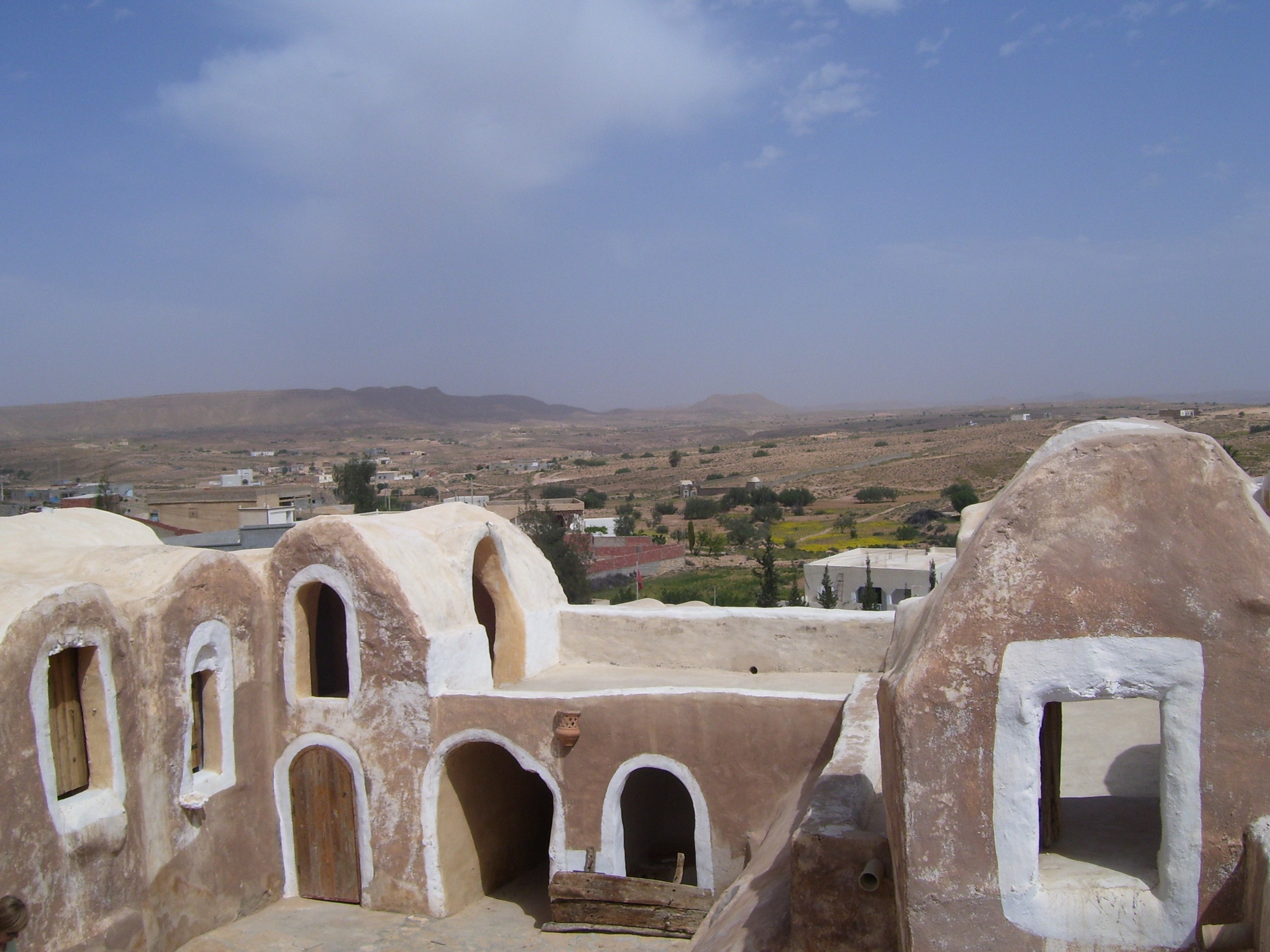
قصر الحدادة.

القصور التونسية هي القصور الأثرية التي توجد في الجنوب الغربي للبلاد، بين منطقتي مطماطة وتطاوين، ويصل عددها حوالي 150، وهذه المباني مثال حي على التاريخ الثقافي للمنطقة وتشهد على التغيرات الاجتماعية والاقتصادية فيها، وهي مقصد للعديد من السياح، وقد تنقلت هذه القصور مع مرور الزمن من أعالي الجبال إلى السهول؛ وذلك لخدمة الاحتياجات التاريخية والاقتصادية، ويُعرف القصر الواحد منها بأنه عبارة عن مخزن مؤلف من حجيرات أو غرف تخزين تستعملها قبيلة أو عدة قبائل.

## القصور الجبلية
تقع قصور الجبال في مناطق يصعب الوصول إليها، إذ تهيمن على المنخفضات الخصبة والسهول، وغالباً ما تستخدم للتخزين مثل قصر أولاد سلطان.
القصور السهلية

## القصور السهلية/السفحية
على خلاف بقية القصور تقع هذه القصور في السهول، والقصر يحتل مساحة كبيرة، وهو مكون من طابق واحد وغير مجهزة بأبواب ورواق بسيط.

## القصور الرئيسية
- قصر بني بركة
- قصر شنني
- قصر دويرات
- قصر غيلان
- قصر غرماسة
- قصر الحدادة
- قصر الحلوف
- قصر أولاد دباب
- قصر أولاد سلطان
- قصر زناتة
- قصر تونكيت
- قصر أولاد بوجليدة

## قائمة
قائمة القصور في الرابط المدرج أسفله وردت في كتاب قصور الجنوب التونسي لمؤلفيه هربرت بوب وعبد الفتاح كساح عن جمعية العلوم الطبيعية ببايرويت (جامعة بايرويت)
- قائمة قصور الجنوب التونسي